# Trhová Hradská
Trhová Hradská (ungarisch Vásárút, beide wörtlich „Marktstraße“) ist ein Ort und eine Gemeinde im Südwesten der Slowakei mit 2160 Einwohnern (Stand 31. Dezember 2024). Sie liegt im Okres Dunajská Streda, der ein Teil der übergeordneten Verwaltungseinheit Trnavský kraj ist.

## Geographie
Trhová Hradská liegt auf der Großen Schüttinsel (Teil des slowakischen Donautieflands), einem Flussinsel zwischen der Donau und der Kleinen Donau, deren Arm Klátovské rameno am Ort vorbeifließt. Das Ortszentrum ist 11 Kilometer von Dunajská Streda und 32 Kilometer von Galanta entfernt.

## Geschichte
Der Ort wurde zum ersten Mal 1245 schriftlich erwähnt, als der König Béla IV. den Ort dem Pressburger Kapitel schenkte. 1399 wird ein Ort namens Vyfalu (also „Neudorf“) erwähnt, 1406 dann Vykwrth. Im 16. Jahrhundert hatten die Grafen von St. Georgen und Bösing Güter im Ortsgebiet. 1553 sind 36 Porta verzeichnet. Seit 1752 war er ein Marktflecken. 1828 hatte der Ort 147 Häuser und 1047 Einwohner. Im Zuge der Revolutionen von 1848/49 ereignete sich beim Ort eine Schlacht zwischen den Honvéden und der kaiserlichen Armee.
Bis 1918/19 gehörte der im Komitat Pressburg zum Königreich Ungarn und kam danach zur Tschechoslowakei. 1938–45 kam er auf Grund des Ersten Wiener Schiedsspruchs noch einmal zu Ungarn. 1960 wurde Trhová Hradská mit dem Nachbarort Horné Mýto zur Gemeinde Trhové Mýto (wörtlich „Marktmaut“) vereinigt, die aber 1990 sich wieder zu den vorherigen Gemeinden teilte.

## Bevölkerung
| Jahr                | 1994 | 2004    | 2014    | 2024    |
| ------------------- | ---- | ------- | ------- | ------- |
| Anzahl der Personen | 2060 | 2176    | 2155    | 2160    |
| Unterschied         |      | +5,63 % | −0,96 % | +0,23 % |

| Jahr                | 2023 | 2024    |
| ------------------- | ---- | ------- |
| Anzahl der Personen | 2181 | 2160    |
| Unterschied         |      | −0,96 % |

## Sehenswürdigkeiten
- römisch-katholische Antoniuskirche, ursprünglich eine Holzkirche, nach einer Flut aber durch einen 1668–72 errichteten Neubau ersetzt